# Carl Adolph Dahl
Carl Adolph Dahl, född 21 augusti 1769, död 3 juni 1819 i Fredrikshald, var en norsk politiker.
Dahl blev rådman och byfogde i Tønsberg 1798, och därefter byfogde i Fredrikshald och sorenskriver 1803. 1814 blev han medlem av Eidsvoldsförsamlingen. Dahl var anhängare av Norges självständighet men ville undvika krig med Sverige. Han kom därför att stå utanför både självständighets- och unionspartiet och blev misstänkt av dem båda. Dahl stod senare högt i gunst hos Karl XIV Johan men har med orätt beskyllts för att tidigare ha gått dennes ärenden.